# Pagoda (gruppo musicale)
Pagoda è un gruppo musicale formato a Brooklyn, New York, composto da Michael Pitt come cantante e da Ryan Donowho, batterista.
I due sono i primi membri fondatori e vecchi amici; Ryan verrà in seguito sostituito da Reece Carr e successivamente si uniscono Willie Paredes al basso e Chris Hoffman al violoncello. Il nome della band deriva dalla forma architettonica di origine asiatica, pagoda appunto.
Dopo l'uscita del loro primo EP, pubblicano nel 2007 il loro primo album eponimo. I loro album sono pubblicati dalle etichette Ecstatic Peace! e dalla Universal Records.

## Discografia
- 2005 - The Demo (EP)
- 2007 - Pagoda
- 2013 - Rebirth

## Formazione

### Formazione attuale
- Michael Pitt - voce e chitarra
- Willie Paredes - basso
- Reece Carr - batteria
- Chris Hoffman - violoncello

### Ex componenti
- Ryan Donowho - batteria
- Indigo Ruth-Davis - violoncello
- Jamie Kallend - basso
- Luca Amendolara - Tecnico del suono